# فتح الله بني صدر
السيِّد فتح الله بن نصر الله بني صدر الموسوي هو قاضٍ وفقيه وناشط سياسي إيراني، اشتُهر بمُعارضته للحُكُومة البهلويَّة. كان أحد أبرز أعضاء حركة المُقاومة الوطنيَّة التي تشكَّلت بُعيد انقلاب سنة 1953م في إيران، إذ عمل في لجنتيّ التنفيذ والنشر والإعلام في الحركة المذكورة.
كان بني صدر أحد واضعي دُستُور الجُمهُوريَّة الإسلاميَّة في إيران، وعُيِّن مُدعيًا عامًّا للبلاد في الحُكُومة المُؤقتة لمهدي بازركان، وحينما انتُخب شقيقه الأصغر أبا الحسن رئيسًا للجُمهُوريَّة، شغل فتح الله منصب المُستشار القانوني للرئاسة، كما ترشَّح للنيابة في الانتخابات الأولى لمجلس الشورى الإسلامي، لكنَّه لم يحصد أصواتًا كافية. توفي بني صدر يوم 8 جُمادى الآخرة 1417هـ المُوافق 20 تشرين الأوَّل (أكتوبر) 1996م.